# Polisskolan 4 – Kvarterspatrullen
Polisskolan 4 – Kvarterspatrullen, (originaltitel: Police Academy 4: Citizens on Patrol) amerikansk film från 1987 och den fjärde filmen i filmserien om de klantiga poliserna i Polisskolan.

## Handling
Förändringens vindar blåser genom polisskolan. Lassard bestämmer att man skall träna och göra kvarterspatrullerna tuffare. Resultatet blir programmet Medborgare som patrullerar, som består av vanliga medborgare som genomgår en annan variant av polisträning. Därmed får Mahoney och de andra poliserna fullt upp att träna dessa civila blåbär, som den rivaliserande polisen Harris försöker stoppa.

## Rollista (i urval)
| Steve Guttenberg    | – Sgt. Carey Mahoney        |
| Bubba Smith         | – Sgt. Moses Hightower      |
| David Graf          | – Sgt. Eugene Tackleberry   |
| Michael Winslow     | – Sgt. Larvell Jones        |
| Marion Ramsey       | – Sgt. Laverne Hooks        |
| Leslie Easterbrook  | – Lt. Debbie Callahan       |
| Tim Kazurinsky      | – Officer Sweetchuck        |
| Bobcat Goldthwait   | – Officer Zed               |
| G.W. Bailey         | – Capt. Thaddeus Harris     |
| Lance Kinsey        | – Lt. Proctor               |
| George Gaynes       | – Cmndt. Eric Lassard       |
| Sharon Stone        | – Claire Mattson            |
| George R. Robertson | – Police Commissioner Hurst |

## Trivia
- G.W. Bailey återvänder till serien som poliskonstapeln Thaddeus Harris.
- Detta är sista gången man får se Steve Guttenbergs rollfigur Mahoney i filmserien.
- Tony Hawk gör ett framträdande i filmen som en busig skateboard-åkare som poliserna ska försöka ta fast.